# ネクプラ
『ネクプラ』は、日本テレビで放送されていた短期間限定のバラエティー実験枠の総称である。2021年4月10日（4月9日深夜）開始。毎週土曜日の0:30 - 0:59（金曜日深夜）に放送。

## 放送番組
| 放送期間                      | 番組名                                         | 主な出演者                                                       | 備考                                                                     |
| ----------------------------- | ---------------------------------------------- | ---------------------------------------------------------------- | ------------------------------------------------------------------------ |
| 2021年4月10日 - 5月1日        | 超無敵クラス                                   | かまいたち 指原莉乃                                              | 同年10月5日より火曜プラチナイト枠、2022年4月より日曜昼にてレギュラー化。 |
| 2021年5月8日 - 5月15日        | 漫才JAPAN                                      | オードリー 霜降り明星                                            |                                                                          |
| 2021年5月22日 - 6月5日        | クイズハッカー                                 | 指原莉乃                                                         | 全回とも放送時間変則。                                                   |
| 2021年6月12日 - 6月26日       | いざわ・ふくらの解けば解くほど賢くなるクイズ   | 伊沢拓司 ふくらP                                                 |                                                                          |
| 2021年7月17日 - 7月31日       | ヤバいよ!リアルガチVEGAS!!                     | 出川哲朗                                                         | 全回とも放送時間変則（0:40 - 1:09に放送）。                              |
| 2021年8月7日 - 8月28日        | 超S級エンタメ情報 マシマシTV                   | 後藤輝基                                                         | 全回とも放送時間変則。                                                   |
| 2021年9月11日 - 9月25日       | がむしゃら屋                                   | ぺこぱ                                                           |                                                                          |
| 2021年10月2日 - 10月16日      | カズレーザーと学ぶ。                           | カズレーザー                                                     | 2022年10月25日より火曜22時台でレギュラー化。                             |
| 2021年10月23日 - 11月6日      | 幻ミッションツアーズ                           | かが屋 ハナコ 錦鯉                                               |                                                                          |
| 2021年11月13日 - 12月4日      | 50秒サバイバルクイズ ナルハヤ                  | もう中学生                                                       |                                                                          |
| 2021年12月11日 - 2022年1月8日 | NETAMI                                         | バカリズム 飯塚悟志（東京03） ハライチ                           |                                                                          |
| 2022年1月15日 - 1月29日       | 解禁コネコネクラブ                             |                                                                  |                                                                          |
| 2022年2月5日 - 2月19日        | 出動!バクダン処理班                            | 川島明（麒麟） 山里亮太（南海キャンディーズ） 澤部佑（ハライチ） |                                                                          |
| 2022年2月26日 - 3月12日       | 見取り図×ニューヨークのなりたいテレビ          | 見取り図 ニューヨーク                                            |                                                                          |
| 2022年3月19日 - 4月2日        | 笑いの学校                                     |                                                                  |                                                                          |
| 2022年4月9日 - 6月25日        | 1分入魂                                        | GENERATIONS from EXILE TRIBE チョコレートプラネット              |                                                                          |
| 2022年7月2日 - 7月16日        | バカリと大悟の人類極限クイズ                   | バカリズム 大悟（千鳥）                                          |                                                                          |
| 2022年7月23日                 | イワイ・オンライン                             | ハライチ                                                         | 1:00 - 1:29に放送。                                                      |
| 2022年7月30日                 | ザコシ&くっきー!のクレイジーコンサルティング!! | ハリウッドザコシショウ くっきー!                                 | 1:00 - 1:29に放送。                                                      |
| 2022年8月6日                  | お笑いTake2                                    | バカリズム 滝沢カレン                                            |                                                                          |
| 2022年8月13日 - 8月20日       | ハテナde                                       | ハライチ                                                         | 全回とも放送時間変則。                                                   |
| 2022年8月27日 - 9月10日       | 映像フカボリ研究所 2度見で開眼                 |                                                                  | 全回とも放送時間変則。                                                   |
| 2022年9月17日                 | スポーツ 未来ツナグ案内人                      | 田中史朗 莉子                                                    |                                                                          |
| 2022年9月24日                 | 遠回りな答え                                   | 又吉直樹（ピース） 秋山寛貴（ハナコ） 堀未央奈                   |                                                                          |
| 2022年10月1日                 | ホーンテッドナダル                             | ナダル（コロコロチキチキペッパーズ）                             | 最終回。                                                                 |

## ネット局
- 全編ローカルセールス枠のため、日本テレビ以外の通常時同時ネットとする局でも自主編成の都合上臨時に遅れネットまたは非ネットに変更することがある一方、通常時非ネットとする局でも臨時同時ネットで放送する場合がある。

| 放送対象地域   | 放送局                | 系列           | 放送日時                      | 放送期間                      | ネット状況 |            |
| -------------- | --------------------- | -------------- | ----------------------------- | ----------------------------- | ---------- | ---------- |
| 関東広域圏     | 日本テレビ（NTV）     | 日本テレビ系列 | 土曜 0:30 - 0:59 （金曜深夜） | 2021年4月10日 - 2022年10月1日 | 【制作局】 | 【制作局】 |
| 青森県         | 青森放送（RAB）       | 日本テレビ系列 | 土曜 0:30 - 0:59 （金曜深夜） | 2021年4月10日 - 2022年10月1日 | 同時ネット |            |
| 岩手県         | テレビ岩手（TVI）     | 日本テレビ系列 | 土曜 0:30 - 0:59 （金曜深夜） | 2021年4月10日 - 2022年10月1日 | 同時ネット |            |
| 宮城県         | ミヤギテレビ（MMT）   | 日本テレビ系列 | 土曜 0:30 - 0:59 （金曜深夜） | 2021年4月10日 - 2022年10月1日 | 同時ネット |            |
| 福島県         | 福島中央テレビ（FCT） | 日本テレビ系列 | 土曜 0:30 - 0:59 （金曜深夜） | 2021年4月10日 - 2022年10月1日 | 同時ネット |            |
| 新潟県         | テレビ新潟（TeNY）    | 日本テレビ系列 | 土曜 0:30 - 0:59 （金曜深夜） | 2021年4月10日 - 2022年10月1日 | 同時ネット |            |
| 長野県         | テレビ信州（TSB）     | 日本テレビ系列 | 土曜 0:30 - 0:59 （金曜深夜） | 2021年4月10日 - 2022年10月1日 | 同時ネット |            |
| 静岡県         | 静岡第一テレビ（SDT） | 日本テレビ系列 | 土曜 0:30 - 0:59 （金曜深夜） | 2021年4月10日 - 2022年10月1日 | 同時ネット |            |
| 富山県         | 北日本放送（KNB）     | 日本テレビ系列 | 土曜 0:30 - 0:59 （金曜深夜） | 2021年4月10日 - 2022年10月1日 | 同時ネット |            |
| 石川県         | テレビ金沢（KTK）     | 日本テレビ系列 | 土曜 0:30 - 0:59 （金曜深夜） | 2021年4月10日 - 2022年10月1日 | 同時ネット |            |
| 中京広域圏     | 中京テレビ（CTV）     | 日本テレビ系列 | 土曜 0:30 - 0:59 （金曜深夜） | 2021年4月10日 - 2022年10月1日 | 同時ネット |            |
| 鳥取県・島根県 | 日本海テレビ（NKT）   | 日本テレビ系列 | 土曜 0:30 - 0:59 （金曜深夜） | 2021年4月10日 - 2022年10月1日 | 同時ネット |            |
| 香川県・岡山県 | 西日本放送（RNC）     | 日本テレビ系列 | 土曜 0:30 - 0:59 （金曜深夜） | 2021年4月10日 - 2022年10月1日 | 同時ネット |            |
| 高知県         | 高知放送（RKC）       | 日本テレビ系列 | 土曜 0:30 - 0:59 （金曜深夜） | 2021年4月10日 - 2022年10月1日 | 同時ネット |            |
| 福岡県         | 福岡放送（FBS）       | 日本テレビ系列 | 土曜 0:30 - 0:59 （金曜深夜） | 2021年4月10日 - 2022年10月1日 | 同時ネット |            |
| 長崎県         | 長崎国際テレビ（NIB） | 日本テレビ系列 | 土曜 0:30 - 0:59 （金曜深夜） | 2021年4月10日 - 2022年10月1日 | 同時ネット |            |

過去のネット局
- 札幌テレビ（STV）　2021年4月10日 - 2021年9月25日

### 単発放送
- 札幌テレビ（STV、北海道）「カズレーザーと学ぶ。」
- 読売テレビ（ytv、近畿広域圏）「いざわ・ふくらの解けば解くほど賢くなるクイズ」
- 広島テレビ（HTV、広島県）「クイズハッカー」、「カズレーザーと学ぶ。」、「お笑いTake2」、「バカリと大悟の人類極限クイズ」
- 山口放送（KRY、山口県）「幻ミッションツアーズ」、「解禁コネコネクラブ」、「出動!バクダン処理班」、「ハテナde」、「映像フカボリ研究所 2度見で開眼」、「NETAMI」、「笑いの学校」、「バカリと大悟の人類極限クイズ」
- 南海放送（RNB、愛媛県）「超S級エンタメ情報 マシマシTV」初回のみ同時ネット。
- 熊本県民テレビ（kkt、熊本県）「クイズハッカー」
- 沖縄テレビ（OTV、沖縄県、フジテレビ系列) 「超無敵クラス」、「クイズハッカー」、「ヤバいよ!リアルガチVEGAS!!」